# Moris Foun (Santa Cruz)
Moris Foun (tetum für „neues Leben“) ist eine osttimoresische Aldeia. Sie liegt im Osten des Sucos Santa Cruz (Verwaltungsamt Nain Feto, Gemeinde Dili).

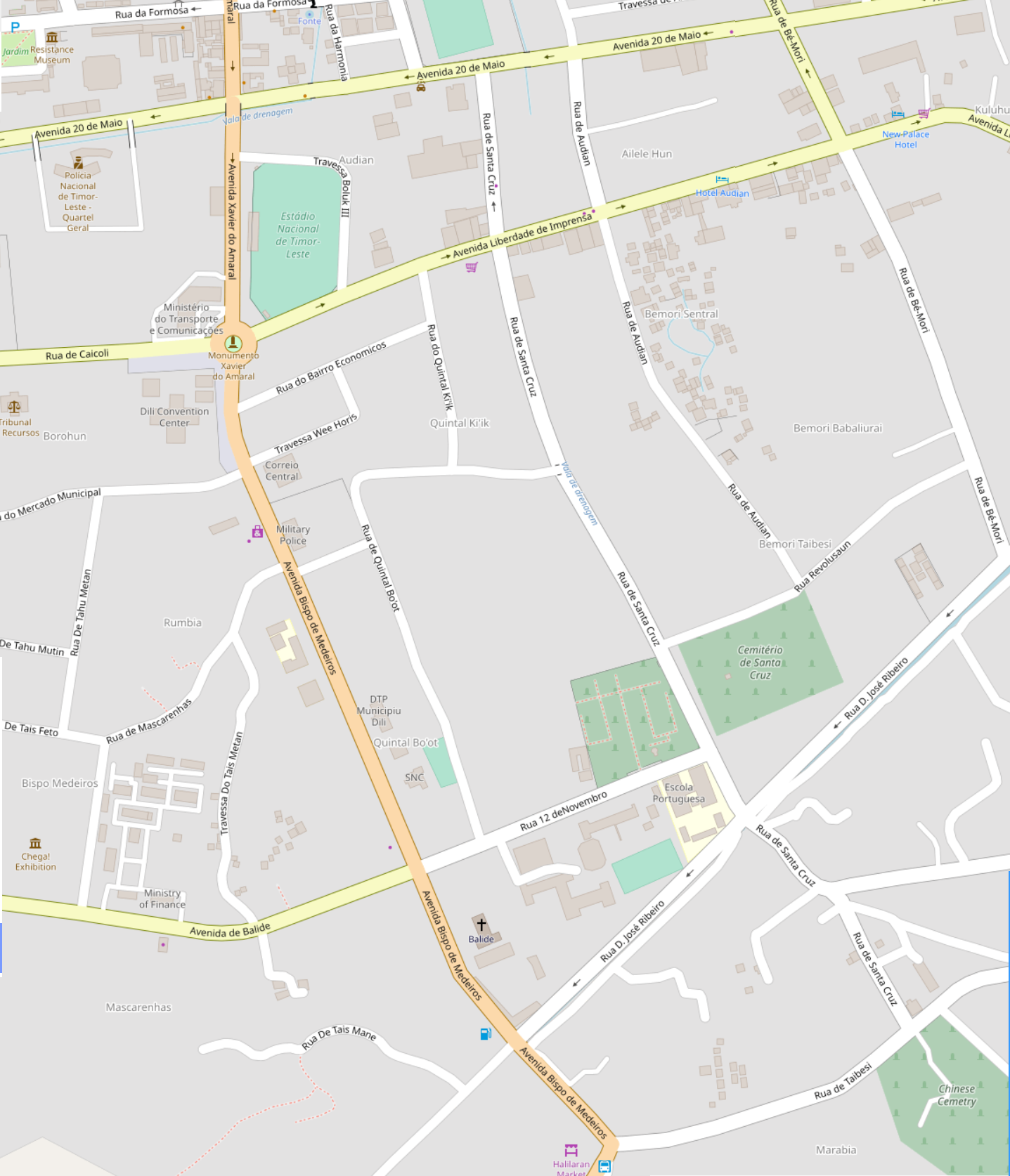
Straßenkarte von Santa Cruz

Südlich von Moris Foun liegt jenseits der Rua Revolusaun die Aldeia Donoge, westlich der Rua de Audian die Aldeias Mura und Baheda und nördlich der Avenida da Liberdade de Imprensa die Aldeia Audian. Östlich befindet sich der Suco Bemori, wobei die historischen Stadtteile Bemori Sentral, Bemori Babaliurai und Bemori Taibesi größtenteils in Moris Foun liegen.
In Moris Foun leben 983 Menschen (2015).